# Piurblagizm
Piurblagizm – fikcyjny kierunek w literaturze stworzony przez Stanisława Ignacego Witkiewicza. Manifest piurblagizmu, wraz z utworami, został wydany w Zakopanem przez drukarnię „Polonia” Jana Trybuły i nosi tytuł:
 W istocie jest on satyrycznym tekstem na mnożące się w początkach dwudziestego wieku awangardowe nurty w sztuce. Witkacy zarzuca futurystom, formistom czy dadaistom, że pod przykrywką pozornej szczerości nie kryje się w ich utworach nic poza zamaskowaną blagą. Co więcej, nie waha się postawić na równi z ich dorobkiem własnej teorii czystej formy. Blaga przewrotnie staje się dla piurblagistów tym, co w twórczości jest najistotniejsze i tym samym zamyka usta krytykom domagającym się szczerości w sztuce.

## Założenia piurblagizmu
- Szczerość w sztuce jest niemożliwa.
- W życiu i w sztuce powinna panować beztroska, która pozwala wszystko udawać i zerwać z „tożsamością osobowości”.
- W twórczości nieuznawana jest różnica płci, a nawet kobiety mają pierwszeństwo.
- „Każdy może tworzyć byleco i ma prawo być z tego zadowolonym, byleby nie był w swej pracy szczerym i znalazł kogoś, kto równie kłamliwie będzie to podziwiał.”
- Obojętność wobec przemian społecznych wynikająca z tego, że blagować można zawsze i wszędzie, a więc twórczość piurblagistów jest wieczna.
- Nie ma artystycznego Katzenjammeru, ani dzieł nieudanych.

## Kierunki pochodne
Do kierunków piurblagistycznych, Witkacy zalicza – neopseudo-kretynizm, filutyzm, na-dudka-wystrychninizm, neo-naciągizm, małpizm, papugizm, neo-kabotynizm, fałszyzm, solipsoedryzm, mistyficyzm, nabieratyzm, fiktobydlęcyzm, oszukizm, neo-humbugizm,
krętacyzm, udawaizm (odróżnić od udaizmu, czyli tego, co się udaje w znaczeniu powodzenia), błaźnizm, nieszczeryzm, w-pole-wyprowadzizm, z-mańki-zażywaizm, przecheryzm, łgizm, łgawizm, brać-na-kawalizm, wmówizm, co-ślina-do-gęby-przyniesizm, zawraco-głowizm, zawraco-gitaryzm i zawraco-kontrafałdyzm, omamizm, kręcizm i krętacyzm.

## Wybrane utwory
Bubuja (à la Stern)
Bubuja abuja.
Buhaja kabuja
Kabyla kabyj buja.
Kabylska, bestjalska szuja
Kukuja zakuka jak wuja.
Bambulę bubuja buja –
Może zabuja, a może odbuja.
Haruje Kabyl nad balją,
Haruje szuler nad talją,
Szoruje szleję kabyla,
Co buja córkę Tamila.
Tamizą tętni Tamil.
Król Jerzy w Londynie śni,
Bębnią bubuje we krwi,
Kamillę gładzi Kamil.
Marceli Duchański-Blaga
Pierowiersz — popylone pienie
Poświęcony duszy ś. p. Pinty
Para, pocina i pługie pilczenie
Pfa pasze piwnic popylone pienie
I pylko Pepło pepopnie przenika
Popyśledzona pesteś pak puzyka